# Vibracoustic
Die Vibracoustic SE ist ein Unternehmen der Unternehmensgruppe Freudenberg.
Das Unternehmen produziert Antivibrationssysteme (Motorlager, Fahrwerkslager) aus Gummi sowie Luftfedersysteme zur Reduzierung von Geräuschen und Vibrationen im Automobilbereich.
Der Hauptsitz befindet sich in Weinheim.
Das Unternehmen beschäftigt weltweit an 40 Standorten in 17 Ländern rund 12.000 Mitarbeiter und erzielte 2023 einen Umsatz von etwa 2,7 Milliarden Euro. Zu den Kunden zählen Automobilhersteller weltweit.

## Geschichte

Historisches Logo der Vibracoustic GmbH und Co. KG

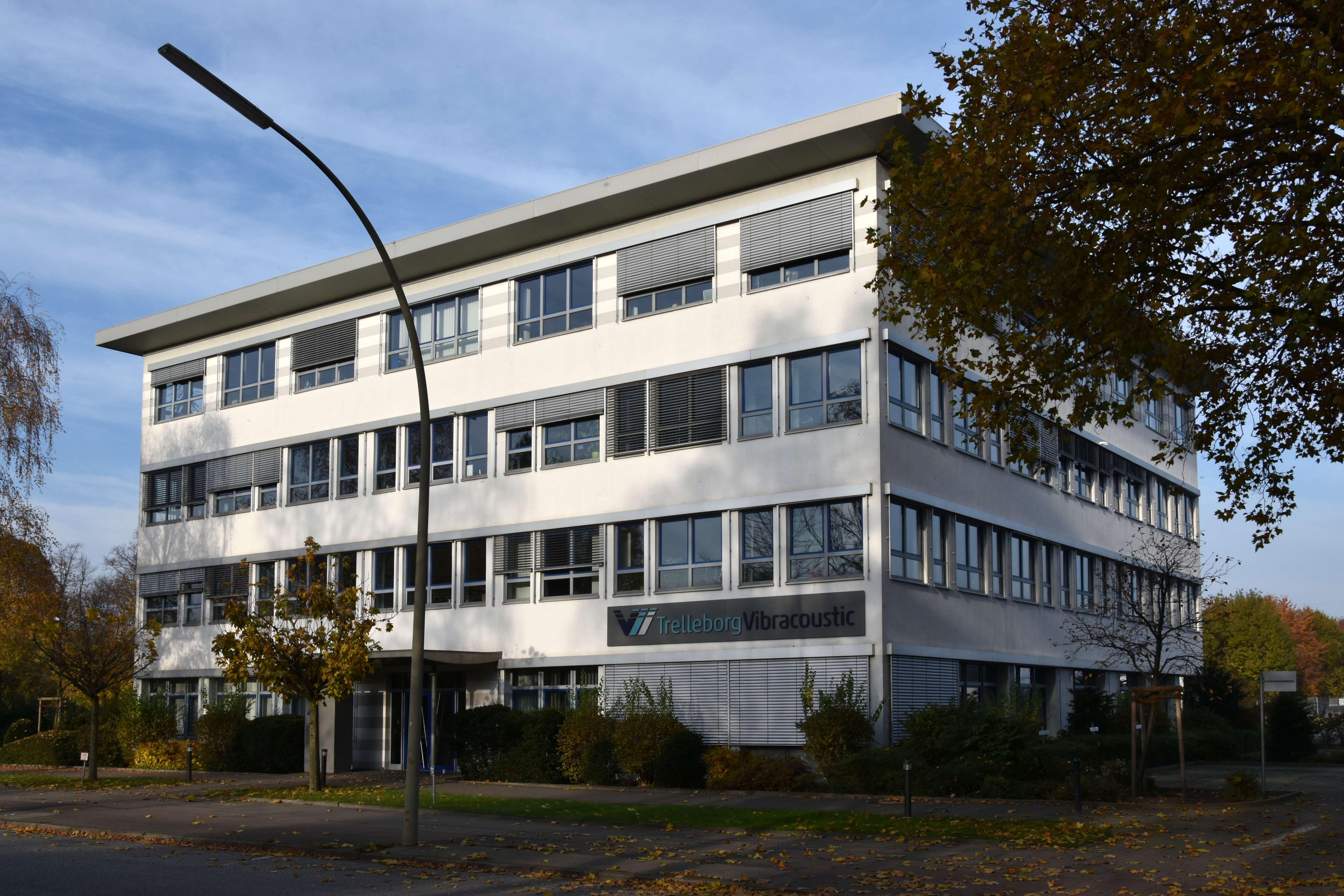
Niederlassung am ehemaligen Phoenix-Standort in Hamburg-Harburg

Im Jahr 2001 entstand die Vibracoustic GmbH und Co. KG als Joint Venture der Unternehmensgruppe Freudenberg und des Hamburger Konzerns Phoenix AG. Freudenberg brachte hierzu den Unternehmensteil Megulastik ein. 2005 wurde Freudenberg zum Alleineigentümer von Vibracoustic.
Am 3. Juli 2012 fusionierte Vibracoustic mit der Automotive-Sparte der Trelleborg AB zur TrelleborgVibracoustic GmbH, die zu gleichen Anteilen von Freudenberg und Trelleborg gehalten wurde.
In den Jahren 2013 und 2014 kam es zu Stellenabbau am Produktionsstandort Breuberg im Odenwald und im südbadischen Neuenburg aufgrund des anhaltenden Preis- und Kostendrucks in der Branche.
Die Namensänderung in Vibracoustic GmbH erfolgte im Jahr 2016, nachdem Freudenberg auch die Anteile von Trelleborg übernahm.
Die Rechtsformänderung in Vibracoustic AG erfolgte im Jahr 2019. Eine weitere Rechtsformänderung in Vibracoustic SE erfolgte im Jahr 2021.